# Starobilsk (P191)
Le Starobilsk (P191) (ukrainien : «Старобільськ») est un navire de patrouille de classe Island mis en service en 2019 dans la marine ukrainienne  qui a été construit à l'origine pour la Garde côtière des États-Unis.

## Historique
Le navire a été construit au chantier naval Bollinger Shipyards (en) en Louisiane, au printemps 1988 et mise en service le 19 octobre 1988 à Port Canaveral. En 2002 il était à Key West. Son dernier port d'attache fut San Juan à Porto Rico.
Le 27 septembre 2018, le Drummond , avec le Cushing a été transféré en Ukraine, après leur retraite.

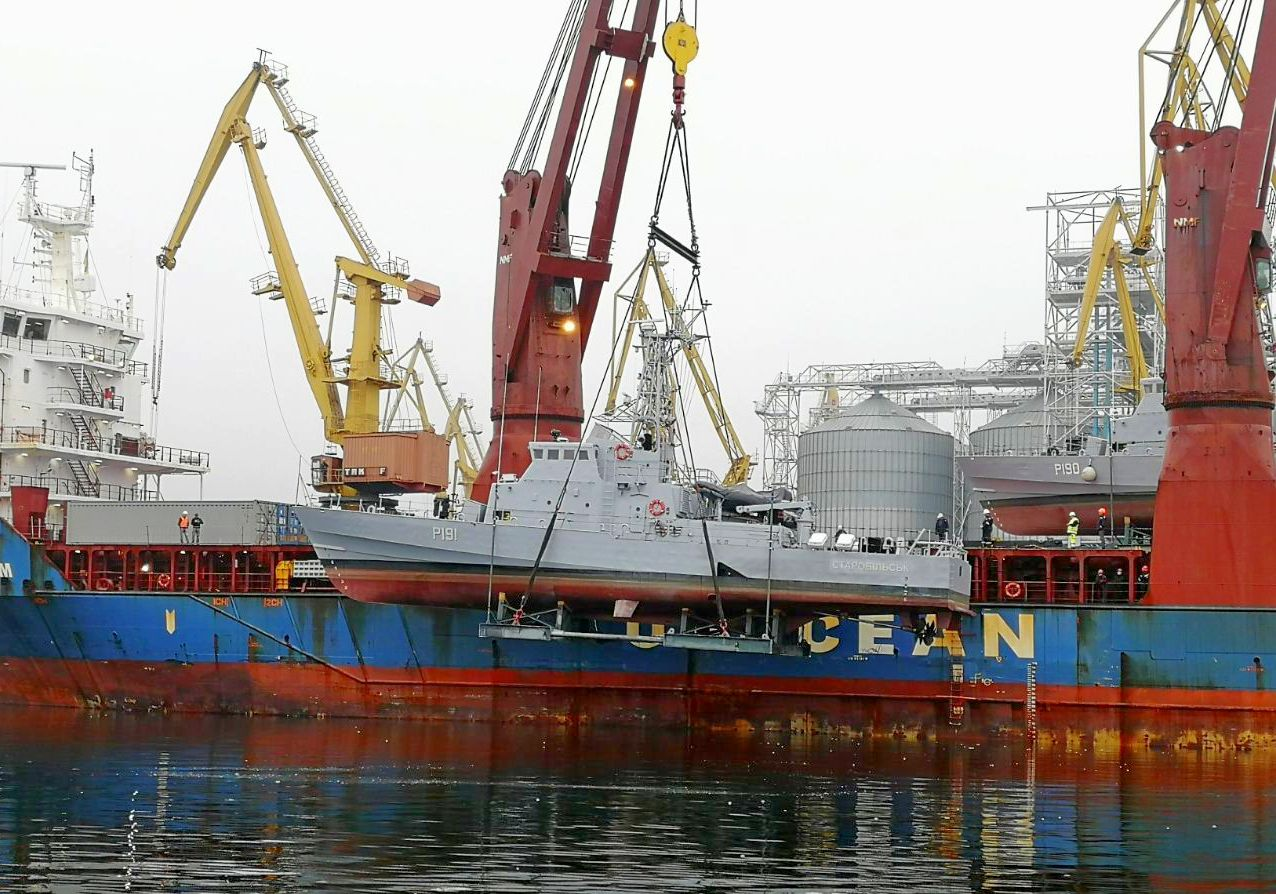
Arrivée à Odessa

Le 27 septembre 2018, la propriété de l' USCGC Drummond (WPB-1323) et de l' USCGC Cushing  a été officiellement transférée en Ukraine , après leur retraite . Les deux navires ont été expédiés, en tant que cargaison de pont, et sont arrivés à Odessa le 21 octobre 2019 .
Le bateau de patrouille a été renommé d'après la ville de Starobilsk de l'oblast de Louhansk. Ce nom perpétue la mémoire des défenseurs tombés de l'Ukraine, natifs de cette ville.

## Galerie

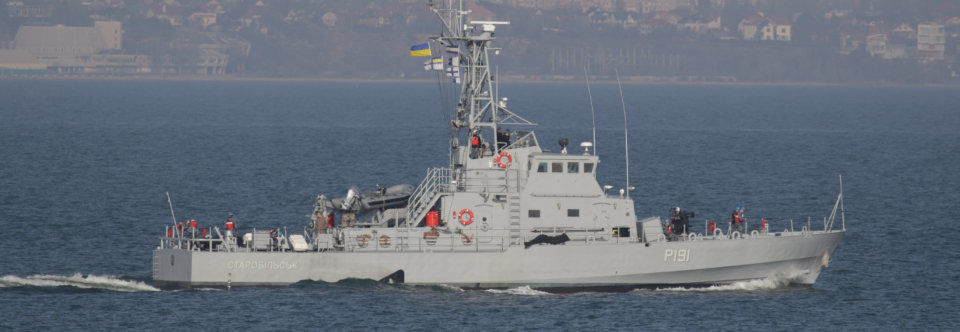
P191 Starobilsk en 2020
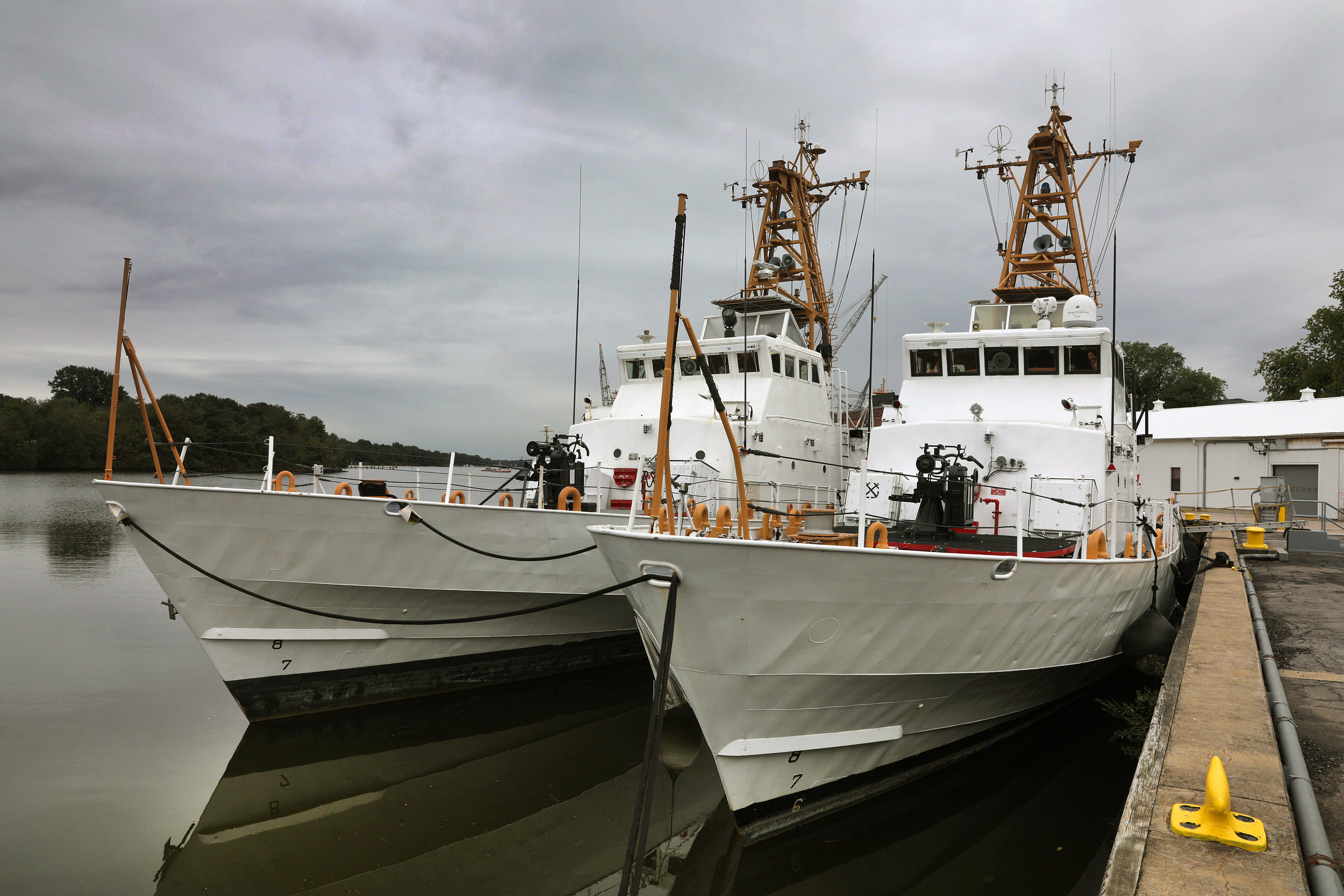
Sloviansk et Starobilsk